# 淡水水母目
淡水水母目（Limnomedusae）属刺胞动物门、水螅纲，顾名思义是一類生活在淡水中的水母，但也有海水和半淡鹹水的。水螅蟲裸露，並在水螅的莖分枝，屬於一種小型的水母，身長約1毫米到30毫米。据记载：欧、亚、美洲和大洋洲的温带地区，都曾发现淡水水母目動物的存在。現時淡水水母目大約有54個不同的屬。

## 特徵
淡水水母目的口部一般有四片唇，但亦有六片唇的。有兩種不同類型的觸鬚。

## 分類
淡水水母目旗下有四個科：
- 笠水母科 Olindiasidae
- 微水螅科 Microhydrulidae
- Monobrachiidae
- Armorhydridae